# 임민소
임민소(1995년 6월 19일 ~)는 대한민국의 배우다.

## 방송
- 검색어를 입력하세요 WWW (2019)
- 18 어게인 (2020)
- 불새 2020 (2020)
- 베스트 아나테이너 선발대회 (2021) - 우승
- 달려라 한의 (2021) - 진행
- 고! 살집 (2021)
- 머니특급 내 주식을 부탁해 (2021)
- 쇼윈도: 여왕의 집 (2021)
- 스치면 상한가 2 (2022)

## 영화
- 검객 (2020) - 민초 역

## 공연
- 러브 이즈 타이밍 (2021) - 희선 역

## 뮤직비디오
- 젬스톤 - 별빛 (2021)

## CF
- 인천국제공항 홍보 영상 (2019)
- 국세청 근로장려금, 자녀장려금 지급 (2021)